# 第52屆坎城影展
第52屆坎城影展於1999年5月12日至5月23日在法國坎城節慶宮舉辦，開幕片為俄羅斯導演尼基塔·米亥科夫執導的《西伯利亞的理髮師》，閉幕片則為英國導演奧利弗·帕克執導的《情人搭錯線》。

## 評審團
- 大衛·柯能堡：導演。（評審團主席）
- 安德烈·泰希內：導演。
- ／ 芭芭拉·漢翠克斯（英语：Barbara Hendricks）：歌手。
- 多米尼克·布隆（法语：Dominique Blanc）：演員。
- 多莉絲·朵利（德语：Doris Dörrie）：導演。
- 荷莉·杭特：演員。
- 傑夫·高布倫：演員。
- 茅利吉歐·尼切蒂（義大利語：Maurizio Nichetti）：導演。
- 雅絲米娜·黑薩（法语：Yasmina Reza）：演員、編劇、小說家。

## 官方單元

### 競賽片
| 中文片名             | 原文片名                             | 導演                                              | 製作國                               |
| -------------------- | ------------------------------------ | ------------------------------------------------- | ------------------------------------ |
| 《8又½女人》         | 8½ Women                             | 彼得·格林納威                                     | 英国、 荷蘭、 盧森堡、 德国          |
| 《風雲時代》         | Cradle Will Rock                     | 提姆·羅賓斯                                       | 美国                                 |
| 《沒人寫信給上校》   | El coronel no tiene quien le escriba | 阿圖洛·瑞斯坦                                     | 墨西哥                               |
| 《意外的旅程》       | Felicia's Journey                    | 艾騰·伊格言                                       | 英国、 加拿大                        |
| 《吉什島的故事》     | قصه‌های کیش                           | 阿博法茲勒·賈利利 穆森·馬克馬巴夫 納瑟·塔可哈法伊 | 伊朗                                 |
| 《鬼狗殺手》         | Ghost Dog: The Way of the Samurai    | 吉姆·賈木許                                       | 美国、 法國、 德国、 日本            |
| 《荊軻刺秦王》       | 《荊軻刺秦王》                       | 陳凱歌                                            | 中国、 日本、 法國                   |
| 《禁域之戀》         | קדוש                                 | 阿莫斯·吉泰                                       | 以色列、 法國                        |
| 《菊次郎的夏天》     | 菊次郎の夏                           | 北野武                                            | 日本                                 |
| 《人，性本色》       | L'humanité                           | 布魯諾·杜蒙                                       | 法國                                 |
| 《難以抗拒的溫柔》   | La balia                             | 馬可·貝羅奇奧                                     | 義大利                               |
| 《情歸何處》         | La Lettre                            | 曼諾·迪·奧利維拉                                  | 葡萄牙、 法國                        |
| 《追憶似水年華》     | Le Temps retrouvé                    | 拉烏·盧伊茲                                       | 法國、 義大利、 葡萄牙               |
| 《叢林地獄》         | Limbo                                | 約翰·塞爾斯                                       | 美国                                 |
| 《希特勒末日》       | Молох                                | 亞歷山大·蘇古諾夫                                 | 俄羅斯、 德国、 日本、 義大利、 法國 |
| 《我們快樂的日子》   | Nos vies heureuses                   | 賈克·梅婁                                         | 法國                                 |
| 《寶拉X》            | Pola X                               | 李歐·卡霍                                         | 法國、 瑞士、 德国、 日本            |
| 《美麗蘿賽塔》       | Rosetta                              | 尚-皮耶·達頓 盧·達頓                              | 比利时、 法國                        |
| 《史崔特先生的故事》 | The Straight Story                   | 大衛·林區                                         | 美国、 英国、 法國                   |
| 《天上人間》         | 《天上人間》                         | 余力為                                            | 香港                                 |
| 《我的母親》         | Todo sobre mi madre                  | 佩德羅·阿莫多瓦                                   | 西班牙                               |
| 《奇異果夢遊仙境》   | Wonderland                           | 麥克·溫特伯頓                                     | 英国                                 |

## 獎項
- 金棕櫚獎：《美麗蘿賽塔》 - 尚-皮耶·達頓、盧·達頓
- 評審團大獎：《人，性本色》 - 布魯諾·杜蒙
- 最佳導演獎：佩德羅·阿莫多瓦 - 《我的母親》
- 評審團獎：《情歸何處（葡萄牙語：A Carta (filme de 1999)）》 - 曼諾·迪·奧利維拉
- 最佳男演員獎：艾曼鈕·斯高提（法语：Emmanuel Schotte） - 《人，性本色》
- 最佳女演員獎：
  - 賽芙琳·卡尼爾（英语：Séverine Caneele） - 《人，性本色》
  - 愛蜜麗·德奎恩 - 《美麗蘿賽塔》
- 最佳劇本獎：尤里·阿拉波夫（英语：Juri Arabov） - 《希特勒末日（英语：Moloch (film)）》
- 高等技術大獎（製作設計）：屠居華 - 《荊軻刺秦王》

### 獨立單位獎項
費比西獎
- 正式競賽單元：《新的肌膚（英语：New Dawn (film)）》－艾蜜莉·德勒兹（英语：Émilie Deleuze）
- 導演雙週單元：《二分之一的母親（法语：M/Other）》－諏訪敦彥

## 外部連結
- 第52屆坎城影展 （页面存档备份，存于）
- 第52屆坎城影展 （页面存档备份，存于）在網路電影資料庫上的資料。